# Syllitus divergens
Syllitus divergens är en skalbaggsart som beskrevs av Mckeown 1937. Syllitus divergens ingår i släktet Syllitus och familjen långhorningar. Inga underarter finns listade i Catalogue of Life.